# Elena Eliseenko
Elena Eliseenko, née le 5 mai 1959, est une joueuse de tennis soviétique, professionnelle au début des années 1980.
Elle a participé à trois reprises aux quarts de finale de la Coupe de la Fédération au sein de l'équipe d'URSS en 1978, 1981 et 1982.

## Palmarès

### Titre en simple dames
Aucun

### Finale en simple dames
Aucune

### Titre en double dames
Aucun

### Finale en double dames
| No | Date       | Nom et lieu du tournoi     | Catégorie  | Dotation | Surface      | Vainqueures               | Partenaire   | Score    |          |
| -- | ---------- | -------------------------- | ---------- | -------- | ------------ | ------------------------- | ------------ | -------- | -------- |
| 1  | 23-04-1984 | Taranto Tournament Tarente | VS Tour C1 | 50 000 $ | Terre (ext.) | Sabrina Goleš Petra Huber | Natasha Reva | 6-3, 6-3 | Parcours |

## Parcours en Grand Chelem

### En simple dames
| Année | Open d'Australie (janvier) | Open d'Australie (janvier) | Internationaux de France | Internationaux de France | Wimbledon       | Wimbledon        | US Open | US Open | Open d'Australie (décembre) | Open d'Australie (décembre) |
| ----- | -------------------------- | -------------------------- | ------------------------ | ------------------------ | --------------- | ---------------- | ------- | ------- | --------------------------- | --------------------------- |
| 1984  | n/a                        | n/a                        | 3e tour (1/16)           | Petra Keppeler           | 1er tour (1/64) | Hana Mandlíková  | -       | -       | -                           | -                           |
| 1985  | n/a                        | n/a                        | 1er tour (1/64)          | Grace Kim                | 1er tour (1/64) | Camille Benjamin | -       | -       | -                           | -                           |

À droite du résultat, l’ultime adversaire.

### En double dames
| Année | Open d'Australie (janvier) | Open d'Australie (janvier) | Internationaux de France     | Internationaux de France | Wimbledon                   | Wimbledon               | US Open | US Open | Open d'Australie (décembre) | Open d'Australie (décembre) |
| ----- | -------------------------- | -------------------------- | ---------------------------- | ------------------------ | --------------------------- | ----------------------- | ------- | ------- | --------------------------- | --------------------------- |
| 1984  | n/a                        | n/a                        | 1er tour (1/32) Natasha Reva | Sandy Collins A. Moulton | 2e tour (1/16) Natasha Reva | Paula Smith Wendy White | -       | -       | -                           | -                           |
| 1985  | n/a                        | n/a                        | 2e tour (1/16) L. Savchenko  | K. Horvath V. Ruzici     | -                           | -                       | -       | -       | -                           | -                           |

Sous le résultat, la partenaire ; à droite, l’ultime équipe adverse.

### En double mixte
N'a jamais participé à un tableau final.

## Parcours en Coupe de la Fédération
| #                                                                      | Date       | Lieu        | Surface      | Gagnante(s)                      | Perdante(s)                       | Score         |          |
|                                                                        |            |             |              |                                  |                                   |               |          |
| 1978 - 1er tour (groupe mondial) - URSS - Autriche - 3 : 0             |            |             |              |                                  |                                   |               |          |
| 1                                                                      | 27/11/1978 | Melbourne   |              | Natasha Chmyreva Elena Eliseenko | Maja Hugel Uschi Ulrich           | 6-1, 6-3      | Parcours |
|                                                                        |            |             |              |                                  |                                   |               |          |
| 1978 - 2e tour (groupe mondial) - URSS - Yougoslavie - 3 : 0           |            |             |              |                                  |                                   |               |          |
| 2                                                                      | 27/11/1978 | Melbourne   |              | Natasha Chmyreva Elena Eliseenko | Nenni Delmestre Mima Jaušovec     | 6-2, 6-3      | Parcours |
|                                                                        |            |             |              |                                  |                                   |               |          |
| 1978 - 1/4 de finale (groupe mondial) - URSS - Roumanie - 3 : 0        |            |             |              |                                  |                                   |               |          |
| 3                                                                      | 27/11/1978 | Melbourne   |              | Natasha Chmyreva Elena Eliseenko | Lucia Romanov Mariana Simionescu  | 6-1, 6-4      | Parcours |
|                                                                        |            |             |              |                                  |                                   |               |          |
| 1981 - 1er tour (groupe mondial) - URSS - Danemark - 3 : 0             |            |             |              |                                  |                                   |               |          |
| 4                                                                      | 09/11/1981 | Tokyo       | Terre (ext.) | Elena Eliseenko                  | Anne-Mette Sorensen               | 7-5, 6-2      | Parcours |
|                                                                        |            |             |              |                                  |                                   |               |          |
| 1981 - 2e tour (groupe mondial) - URSS - Tchécoslovaquie - 2 : 1       |            |             |              |                                  |                                   |               |          |
| 5                                                                      | 09/11/1981 | Tokyo       | Terre (ext.) | Hana Mandlíková                  | Elena Eliseenko                   | 7-6, 6-1      | Parcours |
|                                                                        |            |             |              |                                  |                                   |               |          |
| 1981 - 1/4 de finale (groupe mondial) - Grande-Bretagne - URSS - 2 : 1 |            |             |              |                                  |                                   |               |          |
| 6                                                                      | 09/11/1981 | Tokyo       | Terre (ext.) | Sue Barker                       | Elena Eliseenko                   | 4-6, 6-4, 6-4 | Parcours |
|                                                                        |            |             |              |                                  |                                   |               |          |
| 1982 - 1er tour (groupe mondial) - URSS - Espagne - 3 : 0              |            |             |              |                                  |                                   |               |          |
| 7                                                                      | 19/07/1982 | Santa Clara | Dur (ext.)   | Elena Eliseenko                  | Carmen Perea-Alcala               | 6-2, 3-6, 6-2 | Parcours |
|                                                                        |            |             |              |                                  |                                   |               |          |
| 1982 - 2e tour (groupe mondial) - URSS - Pérou - 2 : 1                 |            |             |              |                                  |                                   |               |          |
| 8                                                                      | 19/07/1982 | Santa Clara | Dur (ext.)   | Laura Arraya                     | Elena Eliseenko                   | 6-3, 6-4      | Parcours |
|                                                                        |            |             |              |                                  |                                   |               |          |
| 1982 - 1/4 de finale (groupe mondial) - URSS - Australie - 0 : 3       |            |             |              |                                  |                                   |               |          |
| 9                                                                      | 19/07/1982 | Santa Clara | Dur (ext.)   | Evonne Goolagong Susan Leo       | Svetlana Cherneva Elena Eliseenko | 7-5, 6-4      | Parcours |
|                                                                        |            |             |              |                                  |                                   |               |          |
| 1984 - 2e tour (groupe mondial) - URSS - Bulgarie - 1 : 2              |            |             |              |                                  |                                   |               |          |
| 10                                                                     | 16/07/1984 | São Paulo   | Terre (ext.) | Elena Eliseenko Larisa Savchenko | Katerina Maleeva Manuela Maleeva  | 5-7, 7-5, 6-1 | Parcours |
|                                                                        |            |             |              |                                  |                                   |               |          |
| 1985 - 1er tour (groupe mondial) - Bulgarie - URSS - 3 : 0             |            |             |              |                                  |                                   |               |          |
| 11                                                                     | 08/10/1985 | Nagoya      | Dur (ext.)   | Katerina Maleeva                 | Elena Eliseenko                   | 6-4, 6-2      | Parcours |